# Francesco Pietrosanti
Francesco Pietrosanti (L'Aquila, 2 dicembre 1963) è un ex rugbista a 15 e dirigente sportivo italiano.

## Biografia
Nato all'Aquila e cresciuto con il club omonimo, a esso Pietrosanti legò tutta la sua carriera di rugbista. In neroverde, sotto la guida di Loreto Cucchiarelli, ha esordito, a 19 anni e 10 mesi, il 3 ottobre 1982 nell'incontro Scavolini L'Aquila-Oliosigillo Olimpic Roma 19-6. In totale ha accumulato 228 presenze e ha realizzato 276 punti frutto di 65 mete, un drop e 2 trasformazioni.
Con la squadra neroverde si laureò campione d'Italia nel 1994, battendo in finale a Padova il più quotato Amatori Milano, all'epoca nell'orbita Fininvest e noto con il nome di Milan Rugby.
In nazionale esordì a fine 1987 nel corso della Coppa FIRA 1987-89, e fece parte delle selezioni alla Coppa del Mondo di rugby 1991 in Inghilterra, pur senza mai essere schierato in campo.
Dopo il ritiro da giocatore, fu anche team manager dell'Aquila che giunse alla finale scudetto (poi persa) contro il Rugby Roma del 2000.
Dopo il terremoto che colpì L'Aquila il 6 aprile 2009, Pietrosanti fu tra i rugbisti ed ex rugbisti che presero parte a uno spot pubblicitario commissionato dall'amministrazione comunale al fine di realizzare una raccolta fondi per la solidarietà alle vittime e la ricostruzione della città.

## Palmarès
- Campionati italiani: 1
L'Aquila: 1993-94